# Lucas Vázquez de Ayllón
Lucas Vázquez de Ayllón (Toledo, 1478 circa – San Miguel de Guadalupe, 18 ottobre 1526) è stato un esploratore spagnolo.
Coltivatore di canna da zucchero sull'isola Hispaniola, Lucas Vásquez de Ayllón comandò sei navi con 500 coloni, approvvigionamenti e bestiame, partendo da Santo Domingo a metà luglio 1526. Dopo avere esplorato la Georgia e costeggiato la Carolina, (a Cape Fear), sbarcò nella Winyah Bay l'area dell'attuale Carolina del Sud il 29 settembre 1526 ( Festa degli Arcangeli ).
Egli scoprì la Chesapeake Bay e fu il primo navigatore che tentò di trovare un passaggio a nord-ovest fra l'Europa e l'Asia.
Inviò una spedizione in Florida sotto il comando di Francisco Gordillo, che nel giugno 1521, prese terra alla latitudine di 33 gradi, 31 primi, vicino a Cape Fear in Carolina del Nord. Durante la ricerca del passaggio a nord-ovest, Ayllon partì da Hispaniola nel 1524 e scoprì il fiume James e Chesapeake Bay. Ricevette da Carlo V una concessione sulla terra che aveva scoperto. Egli fu il primo ad impiegare gli schiavi africani in terra d'America dando così inizio all'era dello schiavismo. Ayllon morì a causa di una febbre contratta in navigazione e della colonia di circa 600 persone che aveva portato con sé, soltanto in 150 fecero ritorno ad Hispaniola.
Fondò la prima pre-missione europea in quelli che sono ora gli Stati Uniti (non lontana dall'insediamento di Jamestown fondato dagli inglesi circa ottant'anni dopo); la città venne chiamata San Miguel de Guadalupe ed essi qui resistettero per tre mesi alla scarsità di provviste, patendo la fame, malattie ed avendo problemi con i nativi.
Dopo la morte di Ayllón, si dice che il gruppo venne guidato da un frate domenicano, che con enormi fatiche riuscì a portare i 150 superstiti nella loro isola si Hispaniola.
Luca Vázquez Ayllon ed i suoi coloni persero le loro navi vicino a Winyah Bay, al giorno d'oggi vicino a Georgetown (Carolina del Sud). Sono stati fatti degli studi per cercare di localizzare il luogo del naufragio ma senza grandi risultati. Sbarcando cercarono di trovare un luogo buono per formare un insediamento circa a 15 km a nord dell'isola di Pawleys. Ma l'area non venne ritenuta adatta ed Ayllon decise di spostarsi più a sud: Da alcuni riscontri di pensa che alcuni coloni scelsero di proseguire via terra, mentre altri proseguirono su di una scialuppa riparata alla bella e meglio. Secondo gli studiosi essi sbarcarono vicino all'isola di Sapelo in Georgia. Questa colonia finì con lo scomparire circa un anno dopo, forse a causa di malattie e carestia. Questa fu la prima colonia europea costituita nel territorio che adesso è gli Stati Uniti, precedendo la costruzione di Jamestown e lo sbarco dei Padri Pellegrini dalla nave Plymouth, di circa cento anni.